# Agehasprings
agehasprings（アゲハスプリングス）は、音楽制作とプロデューサーのマネジメントを主とした日本のクリエイティブカンパニー。

## 概要
音楽プロデュースを軸に、レーベル運営、広告戦略などを手がける株式会社。2004年にエピックレコードジャパン（現ソニー・ミュージックレーベルズ）を退社した玉井健二が設立。

### 特色
YUKI、中島美嘉、Superfly、ゆず、JUJU、flumpool、少女時代などのアーティストをプロデュースするクリエイターを抱える。その一方で個人ではなく会社としてもプロデュースワークを行うため、“Produced by agehasprings”と、社名がそのままプロデューサー名としてクレジットされた作品も多く存在している（Tomato n' Pine、9nineなど）。これはagehaspringsという屋号を掲げてプロデュースワークを行い、会社そのものの価値を高めていくというチャレンジを行っているためである。
またagehaspringsにはプロデューサーをプロデュースする「クリエイティブディレクター」というポジションがあり、プロデューサーの育成も行っている。

### 事業領域
総合音楽プロデュースをはじめ、レーベル運営、広告戦略、映像制作、舞台演出などの事業を展開。
アーティストの楽曲プロデュース以外にも映画やドラマ、アニメ、CMなどの音楽制作も手掛けており、近年ではPokémon GOの全世界共通初公開映像、Nintendo Switchのソフトウェアダイジェスト映像、花王・NIVEAのCMなどの音楽も手掛けた。
マネジメントでは元気ロケッツやAimer、GOOD ON THE REELなどのアーティストのほか、ゲームクリエイターの水口哲也、作詞家兼コラムニストのジェーン・スーなども手掛けている。

## 所属クリエイター
- 玉井健二（CEO）
- 蔦谷好位置
- 田中ユウスケ
- 田中隼人
- 百田留衣
- 野間康介
- 飛内将大
- 田中秀典
- 釣俊輔
- 横山裕章
- 大西省吾
- Integral Clover (巴川貴裕、松井喬樹、筧ヒロユキ)
- 森真樹
- 深野香
- KOHJIRO
- ジェーン・スー
- 水口哲也

### 過去に所属していたクリエイター
- 野村陽一郎
- 牛田弦太
- 近藤ひさし

## 所属アーティスト
- Aimer
- Who-ya Extended
- トゲナシトゲアリ
- 元気ロケッツ

## プロデュースした主なアーティスト
- あいみょん
- 青山テルマ
- 赤い公園
- 絢香
- 綾瀬はるか
- 新垣結衣
- いきものがかり
- 伊藤由奈
- 植村花菜
- HY
- SNH48
- AKB48
- Aimer
- エレファントカシマシ
- 加藤ミリヤ
- 関ジャニ∞
- 木村カエラ
- GReeeeN
- クリープハイプ
- クリス・ハート
- 元気ロケッツ
- Cocco
- CNBLUE
- 柴咲コウ
- JUJU
- 少女時代
- 私立恵比寿中学
- Superfly
- SKY-HI
- SCANDAL
- SPYAIR
- 竹原ピストル
- CHARA
- でんぱ組.inc
- TOKIO
- Tomato n' Pine
- 9nine
- 中島美嘉
- back number
- FUNKY MONKEY BABYS
- ファンキー加藤
- Faint⋆Star
- フジファブリック
- fumika
- flumpool
- FLOW
- Base Ball Bear
- 星野源
- WHY@DOLL（2014-2016）
- MISIA
- May'n
- 安田レイ
- YUKI
- ゆず
- 夢みるアドレセンス
- 吉澤嘉代子
- 米津玄師
- LiSA

## onetrap(agehasprings Party)
onetrap(agehasprings Party)は作詞家・作曲家・編曲家などのクリエーターマネジメントや原盤制作などを行う音楽クリエイティブチーム。agehaspringsの関連会社で、スタッフ募集はagehaspringsと一括して行われている。
agehaspringsプロデュースの楽曲には、agehasprings及びonetrap双方のメンバーが制作に携わっていることが多い。一例を挙げると、夢みるアドレセンスのマワルセカイは音楽監修にagehasprings、プロデュースにonetrapと表記されている。

### 所属クリエイター
- 高橋浩一郎
- 南田健吾
- HALIFANIE（張替智広、小貫早智子）
- 小形誠
- 石川タクマ
- 成瀬裕介
- 前澤希
- Agree2（榎並まさと、石坂泰一）
- 松原さらり
- 石原理酉
- Tomoya Matsuura
- 長沼良
- tzk
- 小山寿
- 山﨑佳祐
- 秋浦智裕
- トキタサトシ
- 中野領太
- 宮川暢彦
- U-ka
- 加藤肇

#### 過去に所属していたクリエイター
- 高木洋一郎
- 大塚ひとみ
- Ena
- 古川貴浩

## FOURseam
FOURseamは、agehaspringsのマネジメント部門。新人アーティストの発掘などを行っている。

### 過去の所属アーティスト
- Aimer (2017年にagehasprings直属となる)
- fumika
- Real Paradis
- the storefront
- GOOD ON THE REEL
- Orland
- give me wallets

## agehasprings Tracks
2018年8月、agehaspringsが設立した玉井健二が主幸するレコードレーベル&オンラインストア。玉井が国内外の才能を独自の目線でピックアップし、配信を主体として作品をリリースしていく。またレーベルとしての機能に加え、オンラインストアとして海外での展開も視野に入れた発信を行っていく。

### 所属アーティスト
- rib hiat motel
- all about paradise